# Wake Up (videojuego)
Wake Up es un videojuego independiente cancelado del género videojuego de terror y plataformas y que estaba siendo desarrollado por Pyjama Studio. Empezó su campaña de crowdfunding en línea, en Kickstarter el 16 de enero de 2018. Su estreno estaba programado para diciembre del 2018, pero para el 15 de febrero de 2018 no llegó a los fondos necesarios para la realización del proyecto, por lo que fue cancelado.

## Desarrollo
Con el creador de contenido de la plataforma de YouTube, Norman Vivas (conocido en dicha plataforma como Zorman) a la cabeza del proyecto, se empezó a trabajar en Wake Up desde 2016. Tras varios inconvenientes, Vivas (quien también es el programador del proyecto) se asoció con animador Félix Sánchez y la artista Isa Falcó, conocida por diseñar monumentos falleros.
El 16 de enero, Zorman dio a conocer los avances del proyecto en su canal en YouTube, a la vez que anunció la campaña de Kickstarter.

## Recompensas de patrocinio
Como toda campaña de financiación en Kickstarter, Wake Up ofrecía recompensas para sus patrones dependiendo de la cantidad de dinero que donaran. Estas recompensas eran:
- 1€: Mención en los créditos del juego.
- 15€: Lo anterior y una copia digital del juego en Steam u otra plataforma.
- 20€: Todo lo anterior y la banda sonora y tres fondos de pantalla exclusivos.
- 30€: Todo lo anterior y poder jugar una demo a mitad del desarrollo.
- 50€: Todo lo anterior y tres trajes para el personaje principal.
- 100€: Todo lo anterior y una copia en físico del juego.
- 150€: Todo lo anterior y una mención honorífica en los créditos.
- 200€: Todo lo anterior y una edición de coleccionista del juego, que incluye una camiseta, un mapa completo de la mansión y una carta escrita por los desarrolladores.
- 250€: Todo lo anterior y hablar por llamada con los desarrolladores una vez al mes con la intención de estar pendiente del desarrollo del juego e incluso aportar ideas.
- 500€: Todo lo anterior y un retrato victoriano propio dentro de la mansión del juego.
- 1000€: Todo lo anterior y una personalización completa del personaje principal, con opción de añadir el rostro real del jugador, además de 10 códigos de descarga para que otros jugadores pudieran usar ese personaje.
- 2000€: Todo lo anterior y viajar a Madrid a conocer a los desarrolladores durante tres días con alojamiento y comida incluidos.

## Cancelación
El 15 de febrero de 2018 se llegó a la fecha límite para la recaudación de fondos en Kickstarter, el proyecto obtuvo apenas 9,589€ de la meta fijada de 50,000€ para su realización, por lo que fue cancelado. El desarrollador, Zorman, jamás volvió a mencionarlo en su canal de YouTube, pasando a ser un proyecto para el olvido.
El 10 de abril de 2018, Zorman dijo en una entrevista realizada por el youtuber español Tiparraco en su canal de Youtube, que a pesar de que Wake Up había sido cancelado, estaba trabajando en un proyecto "menos ambicioso y más comercial". El resultado fue un videojuego para dispositivos móviles llamado Jesucristo el robot del futuro, basado en una canción del propio Zorman.

## Jugabilidad
Wake Up iba a ser en esencia un juego que combinaba el horror con el género de plataformas y la solución de puzles. El jugador debía controlar a un hombre perdido en un mundo de pesadillas e intentar escapar, la mayor parte del juego se desarrollaría dentro de una mansión, por lo que el jugador deberá usar lo que encontraba en su entorno para resolver los puzles y seguir avanzando en la campaña.